# كولياوية
الكولياوية[بحاجة لمصدر] (الاسم العلمي: Coleeae) هي قبيلة من النباتات تتبع فصيلة البنيونية من الرتبة الشفويات.

## أجناس الكولياوية
- الكوليا (الاسم العلمي:Colea) وهو الجنس النموذجي لهذه القبيلة النباتية.
- الكجلة (الاسم العلمي:Kigelia)
- الفيلارترون (الاسم العلمي:Phyllarthron)